# For A Better Day (Avicii-sang)
For A Better Day er en single af den svenske DJ Avicii, med vokaler fra den amerikanske sanger Alex Ebert. Sangen blev udgivet den 28. august 2015, som den anden single fra albummet Stories, der blev udgivet den 2. oktober 2015. For A Better Day er skrevet af Tim Bergling (Avicii) og Alex Ebert. Sammen med sangen, blev en musikvideo om menneskehandel udgivet. Musikvideoen var instrueret af Bergling selv. Bergling har selv udtalt, at sangen var en af hans favoritter fra albummet, sammen med sangen "Ten More Days".
I forbindelse med navneændringen af Globen til Avicii Arena, blev en ny version af For A Better Day udgivet. Sangen blev sunget af svenske Ella Triello, og den blev spillet af det svenske Royale Filharmoniske Orkester. Sangen bliver nu brugt som temasang til den årlige "Together For A Better Day", der sætter fokus på unges mentale helbred.

## Hitlister
| Hitliste (2015)                                  | Højeste position |
| ------------------------------------------------ | ---------------- |
| Australia (ARIA)                                 | 51               |
| Østrig (Ö3 Austria Top 40)                       | 10               |
| Belgien (Ultratip Flanderen)                     | 3                |
| Belgien (Ultratop 50 Vallonien)                  | 49               |
| Finland (Suomen virallinen lista)                | 15               |
| Frankrig (SNEP)                                  | 26               |
| Tyskland (Official German Charts)                | 18               |
| Ungarn (Dance Top 40)                            | 5                |
| Ungarn (Rádiós Top 40)                           | 1                |
| Ungarn (Single Top 40)                           | 2                |
| Irland (IRMA)                                    | 60               |
| Italien (FIMI)                                   | 39               |
| Japan (Japan Hot 100)                            | 45               |
| Holland (Dutch Top 40)                           | 17               |
| Holland (Single Top 100)                         | 22               |
| Norge (VG-lista)                                 | 15               |
| Polen (Polish Airplay Top 100)                   | 6                |
| Polen (Dance Top 50)                             | 35               |
| Slovakiet (Rádio Top 100)                        | 48               |
| Slovenia (SloTop50)                              | 25               |
| Spanien (PROMUSICAE)                             | 50               |
| Sverige (Sverigetopplistan)                      | 5                |
| Schweiz (Schweizer Hitparade)                    | 16               |
| Storbritannien Singles (Official Charts Company) | 68               |
| USA Hot Dance/Electronic Songs (Billboard)       | 17               |

| Hitliste (2015)                           | Position |
| ----------------------------------------- | -------- |
| Hungary (Dance Top 40)                    | 60       |
| Hungary (Rádiós Top 40)                   | 24       |
| Hungary (Single Top 40)                   | 34       |
| Netherlands (Dutch Top 40)                | 90       |
| Netherlands (NPO 3FM)                     | 92       |
| Sweden (Sverigetopplistan)                | 84       |
| US Hot Dance/Electronic Songs (Billboard) | 70       |
| Hitliste (2016)                           | Position |
| Hungary (Dance Top 40)                    | 25       |